# Скок в басейна
„Скок в басейна“ (на английски: Dip in the Pool) е епизод № 35 от третия сезон на телевизионния американски съспенс сериал-антология „Алфред Хичкок представя“. Епизодът е режисиран от Алфред Хичкок и се излъчва по канал CBS на 1 юни 1958 г.

## Сюжет
Внимание:  Текстът по-долу разкрива сюжета на произведението (или части от него)!
Класическият разказ на Роалд Дал „Скок в басейна“ е драматизиран многократно по радиото и телевизията, но не така запомнящо се, в сравнение с този епизод от „Алфред Хичкок представя“. По време на едно пътешествие в океана, след като получава информация за корабните залагания от м-р Реншоу (Филип Борньоф), заклетият комарджия Уилям Ботибъл (Кинън Уин) залага голяма сума пари в корабен конкурс, в който трябва да се познаят километрите, които корабът ще измине за деня. Уилям се сдобива с вътрешна информация, когато разбира, че корабът ще забави скоростта си, за да избегне идващата буря. За жалост през нощта бурята преминава и той продължава по пътя си. Когато става ясно, че ще изгуби залога, Ботибъл прибягва до отчаяна схема. Решава да скочи в океана, като така ще накара капитана да обърне кораба и да го спаси, като по този начин ще остане в рамките на правилния пробег. Но първо Ботибъл се нуждае от някой добронамерен непознат, който да стане свидетел на скока му и незабавно да съобщи на капитана. Свидетелката Емили чува как Ботибъл скача в океана и вика за помощ, но тя е сляпа и майка ѝ не ѝ повярва. Когато се разбира за скока, вече е много късно.

## В ролите
| Актьор        | Роля          |
| ------------- | ------------- |
| Кинън Уин     | Уилям Ботибъл |
| фей Рей       | мисис Реншоу  |
| Филип Борньоф | м-р Реншоу    |
| Луиз Плат     | мисис Ботибъл |
| Дорийн Ланг   | Емили         |
| Ашли Коън     | капитанът     |